# لو اوساکی
لو اوساکی (انگلیسی: Leo Osaki؛ زادهٔ ۸ ژوئیهٔ ۱۹۹۱) بازیکن فوتبال اهل ژاپن است.
از باشگاه‌هایی که در آن بازی کرده‌است می‌توان به باشگاه فوتبال یوکوهاما اشاره کرد.